# Hệ vi sinh thái
Hệ vi sinh thái có thể tồn tại ở những vị trí được xác định chính xác bởi các yếu tố môi trường quan trọng trong không gian nhỏ hoặc siêu nhỏ.
Các yếu tố trong hệ vi sinh thái có thể bao gồm nhiệt độ, pH, môi trường hóa học, cung cấp chất dinh dưỡng, sự hiện diện của cộng sinh hoặc chất rắn, khí quyển (hiếu khí hoặc kỵ khí), v.v.

## Vài ví dụ

### Hệ vi sinh thái ao hồ
Hệ vi sinh thái với lượng nước hạn chế này thường chỉ tồn tại trong thời gian tạm thời và do đó các loài sinh vật có giai đoạn bào tử chịu hạn trong vòng đời hoặc do các sinh vật không cần phải sống trong nước liên tục. Các điều kiện hệ sinh thái áp dụng ở rìa ao điển hình có thể khác hoàn toàn so với các điều kiện xa bờ. Các hệ sinh thái nước cực kỳ hạn chế về không gian có thể được tìm thấy, ví dụ, nước được thu thập trong lá Dứa và "bình đựng" của Nắp ấm.

### Hệ vi sinh thái đất
Hệ vi sinh thái đất điển hình có thể bị giới hạn ở mức dưới một milimet trong tổng phạm vi độ sâu của nó do sự thay đổi mạnh về độ ẩm và/hoặc thành phần khí trong khí quyển. Kích thước hạt đất và tính chất vật lý và hóa học của chất nền cũng có thể đóng vai trò quan trọng. Do chất rắn chiếm ưu thế trong các hệ thống này, chúng nổi tiếng là khó nghiên cứu bằng kính hiển vi mà không đồng thời phá vỡ sự phân bố không gian tốt của các thành phần của chúng.

### Hệ vi sinh thái suối nước nóng trên mặt đất
Chúng được xác định bởi độ dốc của nhiệt độ nước, chất dinh dưỡng, khí hòa tan, nồng độ muối, v.v... Dọc theo dòng nước chảy trên mặt đất, chỉ riêng độ dốc liên tục của nhiệt độ có thể cung cấp nhiều hệ vi sinh thái khác nhau, bắt đầu từ vi khuẩn ưa nhiệt như Vi khuẩn cổ "Archaebacteria" (100 + °C), tiếp theo là các nhóm ưa nhiệt thông thường (60, 100 °C), vi khuẩn lam (tảo xanh lam) như các sợi động lực của Oscillatoria (30, 60 °C), động vật nguyên sinh như Amoeba, luân trùng, sau đó là tảo lục 0-30 °C) vv Tất nhiên các yếu tố khác ngoài nhiệt độ cũng đóng vai trò quan trọng. Suối nước nóng có thể cung cấp các hệ sinh thái cổ điển và đơn giản cho các nghiên cứu vi mô cũng như cung cấp một thiên đường cho các sinh vật không được mô tả cho đến nay.

### Hệ vi sinh thái biển sâu
Nổi tiếng nhất có chứa các sinh vật thuộc các ngành quý hiếm, chỉ được tìm thấy trong vùng lân cận (đôi khi trong phạm vi cm) của các lỗ thông núi lửa dưới nước (hoặc các "smoker"). Những hệ sinh thái này đòi hỏi kỹ thuật lặn và thu thập cực kỳ tiên tiến để khám phá khoa học.

### Hệ vi sinh thái khép kín
Một trong số đó được niêm phong và hoàn toàn độc lập với các yếu tố bên ngoài, ngoại trừ nhiệt độ và ánh sáng. Một ví dụ điển hình là một cây được đựng trong bình kín và chìm dưới nước. Không có yếu tố mới nào có thể xâm nhập hệ sinh thái này.